# Eien to Shunkan
Albums de Ayami Mutō
I-POP
(25 février 2015)
EPs par Ayami Mutō
DNA1980 Vol.1 / DNA1980 Vol. 2
(2013)
Eien to Shunkan (永遠と瞬間, trad. : « L'éternité et le moment » ou « Un moment pour l'éternité ») est le premier album de la chanteuse pop japonaise Ayami Mutō, sorti en avril 2014. Il s'agit du premier album studio solo de la chanteuse après avoir quitté Sakura Gakuin deux ans auparavant. L'album est publié sous le sous-label de SHINKAI, A-Sketch, au Japon.

## Genèse
Avant même ses débuts en solo, Ayami était auparavant membre et leader du groupe féminin japonais Sakura Gakuin, chez l'agence Amuse Inc.. Début 2012, son départ de Sakura Gakuin est alors annoncé,. Sa graduation se déroule le 25 mars 2012, quelques jours après la sortie du deuxième album de Sakura Gakuin, en même temps que ses deux autres camarades du groupe, au Tokyo International Forum là où est organisé en même temps un petit concert d'adieu. Sachant qu'elle fait partie de la 1re génération du Sakuin Gakuin, elle est désormais l'un des premiers membres à quitter le groupe.
En 2013, elle annonce commencer une carrière en solo tout en restant dans la même agence (Amuse Inc.). Mais avant de commencer en major, elle sort à la même date deux mini-albums dans lesquels elle reprend des titres sortis dans les années 1980, par diverses artistes comme Seiko Matsuda, Yuki Saito ou encore Yui Asaka.

## Détails sur l'album

### Présentation
En 2014, Ayami entame avec son premier album studio Eien to Shunkan, qui fait ses débuts en se classant 16e sur le classement hebdomadaires de ventes de l'Oricon.
L'album sort le 23 avril 2014 en plusieurs éditions (avec des pochettes différentes) dont : deux éditions régulières chacune notée "Shunkan" et "Eien" (avec le CD seulement) et une édition limitée notée "Seventeen" (avec le CD avec un autre différent ainsi qu'un DVD en supplément). Le CD régulier contient au total huit titres, le 2e de l'édition limitée comprend un titre seulement un titre intitulé Seventeen et le DVD limitée comprend quant à lui un documentaire sur Ayami ; un clip de la première chanson de l'album, Sora, utilisée aussi comme promotion pour l'album ; et quelques autres chansons de l'album interprétées en concert).
De plus, elle donne un concert nommé Muto Ayami Debut Live « Birth » qui a lieu le 29 avril 2014, au Tsutaya O-East à Tōkyō, où elle interprète les chansons de l'album. La jeune chanteuse célèbre également son 18e anniversaire à cette même date.

### Genres de musique
Cet album marque les débuts en major d'Ayami. Les 8 chansons sont, chacune, composées de styles différents tels que le style des idoles des années 80, le rock (comme la 4e piste Sakura Romance), la pop et le style contemporain.

## Liste des titres
Toutes les paroles sont écrites par des artistes reconnus des années 1980 comme Yoshiko Muira et Yukinojō Mori, toute la musique est composée par Honma Akimitsu et arrangée par Nishi-Ken.
| CD de l'éditions régulières "Eien" et "Shunkan" | CD de l'éditions régulières "Eien" et "Shunkan" | CD de l'éditions régulières "Eien" et "Shunkan" | CD de l'éditions régulières "Eien" et "Shunkan" | CD de l'éditions régulières "Eien" et "Shunkan" | CD de l'éditions régulières "Eien" et "Shunkan" | CD de l'éditions régulières "Eien" et "Shunkan" | CD de l'éditions régulières "Eien" et "Shunkan" | CD de l'éditions régulières "Eien" et "Shunkan" | CD de l'éditions régulières "Eien" et "Shunkan" |
| No                                              | Titre                                           | Durée                                           |                                                 |                                                 |                                                 |                                                 |                                                 |                                                 |                                                 |
| ----------------------------------------------- | ----------------------------------------------- | ----------------------------------------------- | ----------------------------------------------- | ----------------------------------------------- | ----------------------------------------------- | ----------------------------------------------- | ----------------------------------------------- | ----------------------------------------------- | ----------------------------------------------- |
| 1.                                              | Sora (宙)                                       | 4:08                                            |                                                 |                                                 |                                                 |                                                 |                                                 |                                                 |                                                 |
| 2.                                              | Jikan to Iu Wonderland (時間というWonderland)   | 3:06                                            |                                                 |                                                 |                                                 |                                                 |                                                 |                                                 |                                                 |
| 3.                                              | Irodori no Natsu (彩りの夏)                     | 4:21                                            |                                                 |                                                 |                                                 |                                                 |                                                 |                                                 |                                                 |
| 4.                                              | Sakura Romance (桜 ロマンス)                    | 4:16                                            |                                                 |                                                 |                                                 |                                                 |                                                 |                                                 |                                                 |
| 5.                                              | Tōmei Shōjo (とうめいしょうじょ)                | 3:45                                            |                                                 |                                                 |                                                 |                                                 |                                                 |                                                 |                                                 |
| 6.                                              | A.Y.M.                                          | 4:27                                            |                                                 |                                                 |                                                 |                                                 |                                                 |                                                 |                                                 |
| 7.                                              | Megami no Suggestion (女神のサジェスチョン)     | 3:40                                            |                                                 |                                                 |                                                 |                                                 |                                                 |                                                 |                                                 |
| 8.                                              | Eien to Shunkan (永遠と瞬間)                    | 4:12                                            |                                                 |                                                 |                                                 |                                                 |                                                 |                                                 |                                                 |
| 30:75                                           |                                                 |                                                 |                                                 |                                                 |                                                 |                                                 |                                                 |                                                 |                                                 |

| 1. | Seventeen | 3:43 |

| 1. | Documentary of Ayami Muto                                              |      |
| 2. | "Irodori no Natsu" Live Video (「彩りの夏」ライブ映像)                 |      |
| 3. | "Megami no Suggestion" Live Video (「女神のサジェスチョン」ライブ映像) |      |
| 4. | "A.Y.M." Live Video (「A.Y.M.」 ライブ映像)                            |      |
| 5. | Sora (Music Video) (宙)                                                | 4:15 |